# Natty
Anatchaya Suputhipong (tiếng Thái: อาณัชญา สุพุทธิพงศ์; sinh ngày 30 tháng 5, 2002), được biết đến với nghệ danh Natty (Hangul: 나띠; tiếng Thái: นัตตี้), là một ca sĩ người Thái Lan  hoạt động tại Hàn Quốc. Cô từng là thí sinh tham dự 2 chương trình  truyền hình thực tế sống còn của Mnet là Sixteen và Idol School, sau đó ra mắt với tư cách nghệ sĩ solo vào ngày 7 tháng 5 năm 2020 với đĩa đơn "Nineteen". Ngày 18 tháng 6 năm 2023, Natty ra mắt với Kiss of Life do công ty S2 Entertainment thành lập và quản lý

## Sự nghiệp

### 2015–2017:Sixteen,Idol Schoolvà rời khỏi JYP
Vào tháng 5 năm 2015, Natty tham gia chương trình thực tế sống còn Sixteen của Mnet, nơi cô ấy đọ sức với 15 thực tập sinh khác từ JYPE để đảm bảo một vị trí trong nhóm nhạc nữ tiếp theo của hãng sau Miss A, sau đó được tiết lộ là Twice. Tuy nhiên, cô đã bị loại ở vòng cuối cùng, do đó tiếp tục làm thực tập sinh của công ty.
Vào tháng 7 năm 2017, Natty tham gia chương trình sống còn thực tế Idol School của Mnet để cạnh tranh với 40 thí sinh khác cho cơ hội ra mắt trong một nhóm nhạc nữ 9 thành viên, sau đó được tiết lộ là Fromis 9. Tuy nhiên, cô đã bị loại khỏi đội hình ra mắt cuối cùng với thứ hạng thứ 13.

### 2020: Ra mắt solo
Vào ngày 6 tháng 4 năm 2020, Natty ký hợp đồng với Swing Entertainment. Đĩa đơn đầu tay của cô "Nineteen" được phát hành vào ngày 7 tháng 5, cùng với video âm nhạc đi kèm. Cô xuất hiện lần đầu tiên với tư cách là nghệ sĩ solo trên chương trình âm nhạc  Music Bank của KBS vào ngày 8 tháng 5.
Vào ngày 12/11/2020, cô trở lại với album đĩa đơn thứ 2 Teddy Bear.

### 2023: Ra mắt trong nhóm nhạc mới KISS OF LIFE (키스오브라이프)
Vào ngày 18/6/2023, cô trở lại với MV solo "Sugarcoat", đánh dấu sự trở lại của cô trong nhóm nhạc mới mang tên Kiss of Life (키스오브라이프). Nhóm chính thức ra mắt vào 5/7/2023 với MV đầu tay "쉿 (Shhh)".

## Danh sách đĩa nhạc

### Đĩa đơn
| Tiêu đề    | Thông tin                                                                                     | Thứ hạng cao nhất | Doanh số     |
| Tiêu đề    | Thông tin                                                                                     | KOR               | Doanh số     |
| ---------- | --------------------------------------------------------------------------------------------- | ----------------- | ------------ |
| Nineteen   | - Phát hành: ngày 7 tháng 5 năm 2020 - Hãng đĩa: DR Music - Định dạng: CD, digital download   | 58                | - KOR: 1,101 |
| Teddy Bear | - Phát hành: ngày 12 tháng 11 năm 2020 - Hãng đĩa: DR Music - Định dạng: CD, digital download | —                 | —            |

### Bài hát
| Tiêu đề                                                                      | Năm  | Thứ hạng cao nhất | Doanh số | Album      |
| Tiêu đề                                                                      | Năm  | KOR               | Doanh số | Album      |
| ---------------------------------------------------------------------------- | ---- | ----------------- | -------- | ---------- |
| "Nineteen"                                                                   | 2020 | —                 | —        | Nineteen   |
| "Teddy Bear"                                                                 | 2020 | —                 | —        | Teddy Bear |
| "—" denotes releases that did not chart or were not released in that region. |      |                   |          |            |

## Đóng phim

### Chương trình truyền hình
| Năm  | Tiêu đề     | Hangul      | Đài  | Ghi chú hoặc vai trò |
| ---- | ----------- | ----------- | ---- | -------------------- |
| 2015 | Sixteen     | 식스틴      | Mnet | Thí sinh             |
| 2017 | Idol School | 아이돌 학교 | Mnet | Thí sinh             |

## Liên kết
- Natty trên Instagram
- Natty trên Facebook
- Natty trên Twitter